# おはよう!時代劇
『おはよう!時代劇』（おはよう!じだいげき）は、テレビ朝日（関東ローカル）で2015年3月30日から月曜 - 金曜 4:00 - 4:55に放送されている時代劇再放送枠である。

## 概要
前年（2014年）3月末で枠廃止となった『アンコールF』の終了以降、テレビ朝日における平日の時代劇再放送枠は一切なく、平日午後枠でドラマ再放送を行うのみであった。なお、『アンコールF』でも、金曜のみ『木曜ミステリー』枠で放映されていたドラマ再放送を行っていた。
これは、同年3月4日に行われたテレビ朝日の改編説明会で明らかになったもので、これまで『お願い!モーニング』を放送していた情報バラエティ枠を引き継ぎ、しかも、新たに時代劇（主に東映制作作品）の再放送枠を設け、「（高齢者など）早朝に起きている人」（谷口洋一編成部長の説明）をターゲットに絞る。
テレビ朝日側が「天気も分かるような時代劇ができないか」と考えているように、内容は時代劇を放送しながらその日の天気予報を盛り込むことになっており、テレビ画面の一部のスペースを使って画面右に天気予報が静止画で表示される。具体的には4:3の画面で制作された時代劇が多いため、画面両端、もしくは一方に天気予報を伝える方法をとる。これによって、高齢者を中心に早起きになっている視聴者を、朝の情報番組である『グッド!モーニング』へ取り込む考えだという。
また、放送する番組について、改編説明会の中で谷口編成部長は「（放送候補の中に）『暴れん坊将軍』はあります」としているが、西新・総合編成局長は「過去に作った作品が膨大にある。権利の問題などもクリアしながら、どういう順番で掛けていくのか調整したい」とも語っている。
放送作品には日本教育テレビ（NET）時代の作品は含まれていない。また、『必殺シリーズ』（朝日放送）など系列局制作の作品も本枠では組まれていない。
過去製作のコンテンツを実質再放送するだけながら、2017年現在は概ね2%台前半の視聴率をキープしており、同時間帯トップを走っているばかりか、フジテレビが『めざましテレビアクア』を2018年3月末で放送終了し、朝4時台に『クイズ!脳ベルSHOW』（BSフジ制作）の遅れ放送を行うといった追随した差別化の動きも現れている。しかし、『グッド!モーニング』が始まるとむしろ視聴率が落ちる傾向となっており、当初の目論見通りの視聴者の動きにはなっていない。だが、『脳ベルSHOW』は2022年3月末でフジテレビでの遅れ放送は終了し、テレビショッピング枠に転換された。
スポンサーはファーマフーズなど通販会社が中心となっている。

## 備考
年末年始編成や4時をまたぐスポーツ中継（やごくまれに深夜映画）のため、休止となる日が発生する。ただし、2017年度の年末年始は『朝まで生テレビ!元旦スペシャル』（1:00 - 5:50）で休止となった元日を除き、本来放送のないはずの土・日曜日にも臨時に放送するなど、連日放送（12月30日は通常の月 - 金曜日での放送時間と同様、12月31日は3:40 - 5:50の拡大SP、1月2・3日は5:50までの55分拡大SP）。